# Urato oxidasa
La urato oxidasa es una enzima de la clase de las oxidorreductasas, que está presente en varios organismos tanto unicelulares como pluricelulares, notándose sin embargo su ausencia en los seres humanos y en algunos primates, presentándose activa en el catabolismo de las purinas. Esta enzima cataliza la oxidación del ácido úrico a 5-hidroxiisourato, siendo el producto de la reacción inestable, y transformándose espontáneamente en alantoína, tal y como se muestra a continuación:
Ácido úrico + O
2 + H
2O → 5-hidroxiisourato + H
2O
2→ alantoína + CO
2

## Estructura

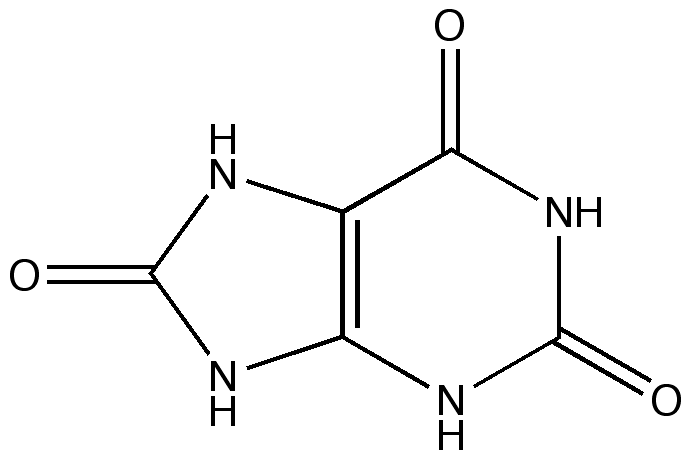
Estructura química del ácido úrico.

La urato oxidasa es una enzima homotetramérica que contiene cuatro sitios activos idénticos situados en la superficie de contacto existente entre sus cuatro subunidades. Se compone de un número variable de aminoácidos (según la especie) siendo alrededor de 300 residuos de los mismos, con un peso molecular de unos 33 kDa. 

## Difusión

Estructura química del 5-hidroxiisourato.

En el genoma humano está presente un gen que codifica la urato oxidasa, pero no es funcional a causa de una mutación. Dada la ausencia de la urato oxidasa, el ácido úrico es el producto final del catabolismo de la purina en el hombre. Existe una hipótesis que propone que la pérdida de la enzima ha sido ventajosa para los primates superiores, dado que el ácido úrico es un antioxidante, prolongando la vida de los mismos y disminuyendo la incidencia de tumores.

## Uso terapéutico
Excesiva concentración de ácido úrico en la sangre provoca artritis úrica. La urato oxidasa ha sido formulada para el tratamiento de la artritis úrica aguda como una droga proteica en pacientes que reciben quimioterapia.